# Парламент Чеченской Республики Ичкерия
Парламент Чеченской Республики Ичкерия (до января 1994 года — Чеченской Республики (Нохчий-чо)) был сформирован в 1991 году как высший орган законодательной власти республики. Однако президентом Ичкерии Джохаром Дудаевым был предпринят ряд мер для концентрации власти в своих руках под предлогом военной угрозы со стороны России. Начавшийся в апреле 1993 года митинг оппозиции позволил Дудаеву фактически произвести государственный переворот, сосредоточив в своих руках диктаторские полномочия. Одним из последствий этих событий стал введённый Дудаевым запрет парламенту заниматься законотворческой деятельностью.

## История
27 октября 1991 года прошли первые выборы президента и парламента ЧРИ. В выборах приняли участие 458 144 избирателя (72 % из общего числа 638 608 человек). Согласно официальным заявлениям, 412 671 избирателей (90,1 %) проголосовало за Дудаева. Согласно оценкам оппонентов, в выборах участвовали не более 10 % избирателей. 6 районов республики, население которых не приняло предложенный порядок выборов, были исключены из участия в выборах. Местные СМИ находились под жёстким контролем сепаратистов, которые объявили своих противников «врагами народа». Урны для голосования располагались на одной из центральных площадей Грозного, где проходил митинг ОКЧН. Русскоязычное население не принимало участия в голосовании. Из 360 участков выборы реально проходили на 70. Временный высший совет Чечено-Ингушской АССР не признал выборы президента и парламента Ичкерии, а результаты назвал сфабрикованными. Митинг противников сепаратистов обратился к руководству России с просьбой принять меры по стабилизации обстановки.
Первое заседание Парламента Ичкерии состоялось 2 ноября 1991 года. Парламент объявлялся высшим органом законодательной власти, который избирается гражданами на пять лет. Выборы производились по мажоритарной системе. Парламент должен был утверждать Конституцию и законы, состав Кабинета министров, членов Конституционного, Верховного и Арбитражного суда, а также судей городов и районов. Парламент также назначал Генерального прокурора и контролировал работу исполнительных органов власти. Парламент также принял Конституцию Ичкерии, которая отменяла действие Конституции Чечено-Ингушской АССР. В 1996 и 1997 годах в Конституцию ЧРИ вносились изменения.
Президент Ичкерии Джохар Дудаев с первых дней своего правления предпринял ряд мер, которые должны были помочь ему сосредоточить всю власть в республике в своих руках. Одним из оснований для подобных действий он называл угрозу российской агрессии. В своей книге «Чечня (Нохчичьо) — взгляд изнутри» Юсуп Сосламбеков, одно время исполнявший обязанности первого заместителя председателя Общенационального конгресса чеченского народа и военного министра Ичкерии, председатель парламента Конфедерации народов Кавказа, писал:
Очень быстро дудаевский тейп (мялхистинцы) занялся сосредоточением власти, а также и богатств республики в своих руках. Штаб-квартирой, где формировалось правительство, в основном из представителей этого тейпа, стал дом брата Дудаева, Бекмирзы, что очень болезненно начало восприниматься остальными чеченцами.
15 апреля 1993 года на площади перед Президентским дворцом начался митинг противников Дудаева. Инициатором митинга стали профсоюзы республики, выдвинувшие поначалу социально-экономические требования. Но затем требования стали политическими. Участники требовали отставки президента и правительства, проведения новых выборов и повышения роли представительного органа власти. 17 апреля сторонникам Дудаева удалось вытеснить участников митинга на Театральную площадь.
В конце апреля около десятка депутатов парламента Чеченской Республики Ичкерия, среди которых были вице-спикер Ахъяд Идигов и председатель Вайнахской демократической партии Зелимхан Яндарбиев, в знак поддержки Дудаева вышли из состава Парламента.
2 мая 1993 года председателем парламента Ичкерии стал лидер группы «Бакъо» (чечен. Справедливость) Юсуп Сосламбеков. Под его руководством парламентом было принято решение об отстранении Дудаева от должности премьер-министра. Первому вице-премьеру Яраги Мамадаеву было поручено сформировать Правительство народного доверия.
17 апреля 1993 год Дудаев объявил о роспуске парламента, Конституционного суда, Грозненского городского собрания, ввёл в республике прямое президентское правление и т. д. 5 июня состоялся штурм здания Грозненского городского собрания и разгон митинга оппозиции. В конце июня 1993 года парламент возобновил работу, но Дудаев запретил им заниматься законотворчеством. Вернулись к работе 20 парламентариев и их первым действием было лишение депутатских полномочий оппозиционных коллег. По итогам событий Дудаев фактически получил диктаторские полномочия.

Расстановка сил в парламенте на 1998 год

27 января 1997 года состоялись выборы президента и парламента ЧРИ. Президентом республики был избран Аслан Масхадов. В парламент республики баллотировались 766 кандидатов, претендовавших на 63 депутатских кресла. Всего несколько депутатов смогли победить в первом туре. Для укомплектования депутатского корпуса потребовался второй тур, который назначили на 16 февраля. Были признаны избранными 44 депутата. Остальных депутатов избрали позже.
5 сентября 2003 года Парламент ЧРИ объявил об импичменте президенту Аслану Масхадову. Основанием для такого решения председатель парламента Иса Темиров назвал многочисленные нарушения Масхадовым Конституции ЧРИ и незаконное введение им шариатского правления. По словам Темирова, отстранение Масхадова является единственным средством стабилизации ситуации в республике.
6 октября 2007 года президент ЧРИ Доку Умаров и провозгласил ликвидацию Ичкерии и образование Кавказского эмирата. Основанием для такого решения Умаровым была названа «безусловная обязанность мусульман перед Аллахом установить на подконтрольных территориях Закон Аллаха — шариат». Заявление привело к расколу среди сепаратистов. Ахмед Закаев заявил, что сам он телефонным голосованием был избран премьер-министром Ичкерии, а председателем парламента — Жалаудин Сараляпов. Введение должности премьера, по Закаеву, объясняется самоустранением Умарова от исполнения обязанностей президента. Руководители эмирата, в свою очередь, обвинили Закаева в антигосударственной деятельности.

## Председатели парламента

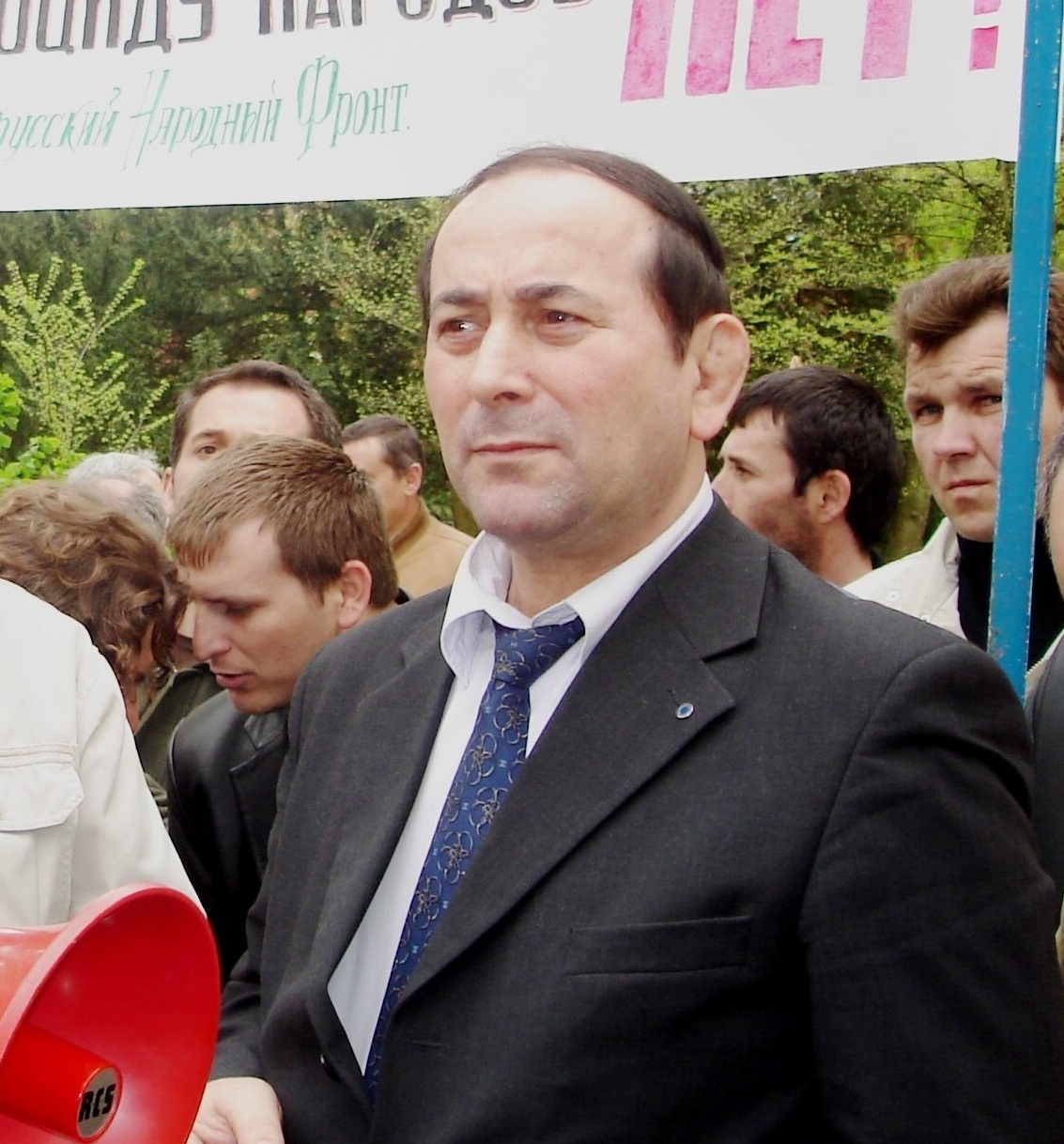
Ахъяд Идигов

- Ахмадов, Хусейн Сайдалиевич (2 ноября 1991 — 17 апреля 1993);
- Сосламбеков, Юсуп Эдилбекович (2 мая 1993 — 4 июня 1993);
- Идигов, Ахъяд Данилбекович (22 июня 1993 — 17 марта 1997);
- Алихаджиев, Руслан Шамилевич (17 марта 1997 — март 2000);
- Темиров, Иса (май 2000 — июнь 2000);
- Хиряев, Дардаил Рахимович (июнь 2000 — 26 октября 2003);
- Бишаев, Селим (октябрь 2003 — декабрь 2003);
- Ахматов, Ибрагим (декабрь 2003 — март 2005);
- Сараляпов, Жалаудин (с марта 2005).

### Комментарии
1. ↑  7 октября 2007 года президент ЧРИ Доку Умаров распускает госструктуры Ичкерии и её саму в целом. Не согласившись с решением экс-президента, парламент возобновляет свою работу и снимает Умарова с должности

1. ↑  А. В. Черкасов и О. П. Орлов Хроника вооружённого конфликта // Мемориал Архивная копия от 6 февраля 2017 на Wayback Machine
2. ↑  Чеченская Республика Ичкерия. Политический мониторинг. Дата обращения: 20 июля 2019. Архивировано 4 марта 2021 года.
3. ↑  Постановление ЦИК Чечни. Дата обращения: 5 октября 2019. Архивировано 7 января 2019 года.
4. ↑  Андрей Савельев. Чёрная книга чеченской войны: Чеченская республика 1991–2000 (2000). Дата обращения: 19 марта 2019. Архивировано 19 марта 2019 года.
5. ↑  Геополитика.
6. ↑  Музаев2.
7. ↑  Чечня и Ичкерия: в чем отличия. Русская семёрка (23 марта 2018). Дата обращения: 5 октября 2019. Архивировано 13 августа 2018 года.
8. 1 2 3  bezformata.
9. 1 2  Гродненский.
10. ↑  refdb.
11. ↑  Сигаури, 2002, с. 84—85.
12. 1 2  Музаев.
13. ↑  Сигаури, 2002, с. 90.
14. ↑  kommersant.
15. ↑  Lenta.
16. ↑  Имарат Кавказ. Кавказский узел (27 декабря 2016). Дата обращения: 5 октября 2019. Архивировано 7 октября 2019 года.
17. ↑  Муса Мурадов. Телефонные выборы. Коммерсантъ (24 ноября 2007). Дата обращения: 5 октября 2019. Архивировано 3 декабря 2018 года.